# ゴッコ汁
ゴッコ汁（ゴッコじる）は、主に北海道で収獲される魚ゴッコ（ホテイウオ）を使用した鍋料理。道南地方の郷土料理として親しまれている。

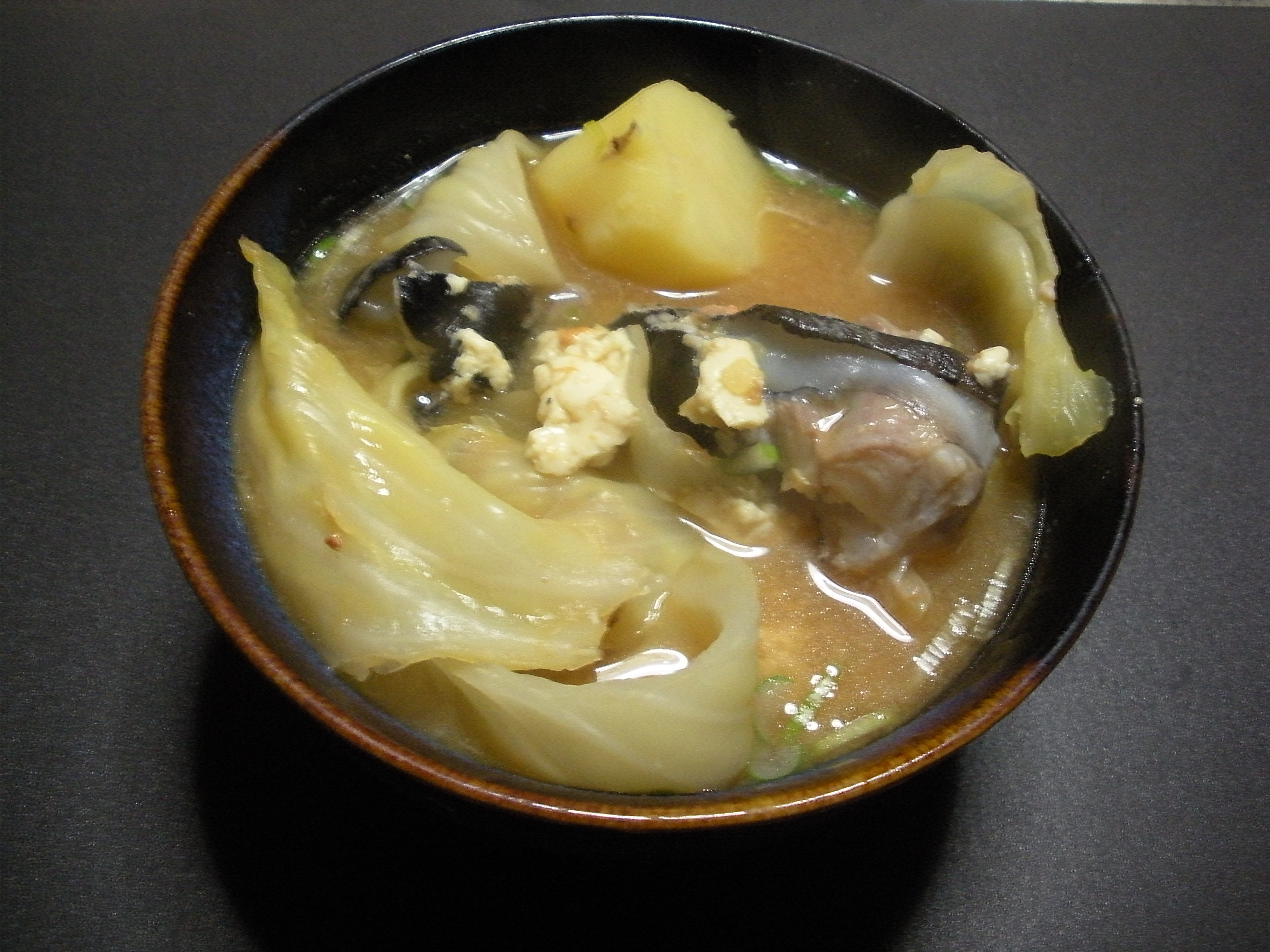
味噌仕立てのゴッコ汁。具にキャベツ、ジャガイモを使用

## 概要
北海道の渡島半島（道南地方）の漁師・家庭でよく食される、冬の家庭料理である。ゴッコについては、後述。

## 調理
内臓を取ったゴッコを一度湯通しして、表面のぬめりと薄皮を取り除いてからぶつ切りにする。メスは、卵と肝を具材にする。昆布のだし汁に醤油を加え、豆腐、長ネギ、えのき、大根、生海苔などを入れて煮る。ゴッコの身から水分が出るため、野菜は少なめに、味付けは濃い目にするとよい。ゼラチン層が厚いため、人によっては好みが分かれる。なお、吸盤は食べられないと記したレシピも多いが、実際には吸盤も他の部位と同じように食べられる。骨は非常に柔らかく食べることが可能で、ゴッコ汁調理の際、捨てる部分は僅かな内臓だけである。卵を持っているメスの方が高価で、オスの倍程度の値段で取引されることが普通である。家庭によっては、味噌味に仕立てたり、ジャガイモやワカメを加えることもある。

## ゴッコ

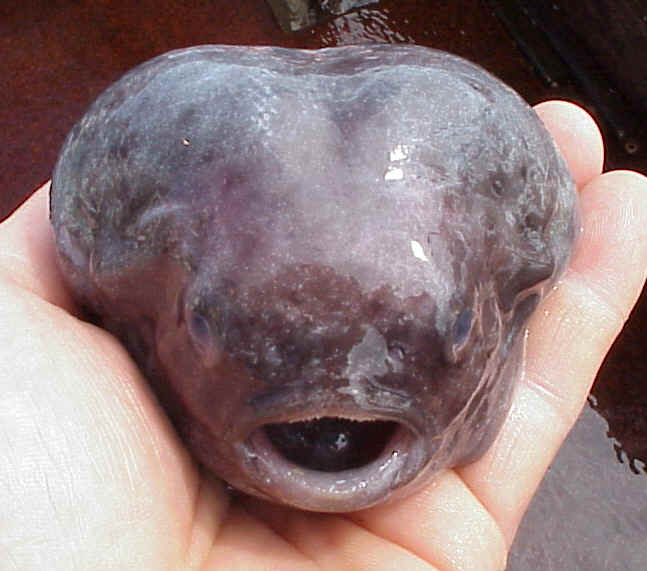
ホテイウオ Aptocyclus ventricosus （ホテイウオ属）。北海道では「ゴッコ」。

ゴッコ（カサゴ目ダンゴウオ科ホテイウオ）は、一見フグのような膨らんだ魚で体長は20-30センチメートルほど。身は白身で淡白な肉で表面に厚いゼラチン層がある。海の底に住む腹部に吸盤をもっている。
深海魚のため普段は目にする機会が少ないが、冬場になると産卵のため沿岸の岩場まで寄ってくる。2月の漁獲量が多い。

## イベント
- 恵山ごっこまつり - 北海道函館市恵山地区（旧恵山町）、道の駅なとわ・えさんで2月上旬に開催される町おこし。ごっこ汁が振舞われる[2]。